# 吕超 (后凉)
呂超（？—416年），小字胡奴，略陽郡氐族人，中國十六國時期後涼宗室，後涼懿武帝呂光弟呂寶子，末任君主呂隆弟。曾勸呂紹殺死呂纂但不果，呂纂政變後一度出奔。後又與呂隆等殺呂纂，推呂隆登位，自任輔國大將軍。

## 生平
龍飛四年（399年），呂光去世，其子呂紹繼位，但由呂纂掌握軍隊。呂超時任驍騎將軍，向呂紹表示：「呂纂多年來掌握軍隊，威震內外，在喪禮上沒展現哀傷，反而高視闊步，看他舉止異常，恐怕會生大變故呀，應該早日除去他，以安定國家。」然而呂紹拒絕，呂超就說：「聖人說能察知事情的細微變化和徵兆就能稱為神妙了，陛下在事情來臨時還不決斷，臣看來大勢已去了。」後呂紹於湛露堂接見呂纂，持刀侍衞的呂超用眼神請示呂紹要收捕呂纂，但呂紹不肯。
同年，呂纂發動政變進攻宮城，呂紹命呂開率禁軍在端門抵抗，呂超也率二千兵協助，然而兵眾因害怕呂纂，都自行潰散。最終呂紹自殺，呂超出奔廣武，呂纂即位為帝。不久呂纂又對征東將軍呂方說：「呂超絕對是一位忠臣，其義勇值得嘉許，只是不識治國大道和隨機應變。正要依靠其忠貞節尚，以救助當世禍亂，向他傳述這意思吧。」呂超於是上疏表達謝意。
呂超後任番禾太守，又於咸寧三年（401年）擅自攻擊鮮卑思盤，思盤弟乞珍向呂纂投訴，呂纂就命呂超帶思盤入朝。呂超到都城姑臧後大懼，於是巴結殿中監杜尚。呂纂見呂超後大怒，說：「你恃著兄弟勇武，想欺負我，就應該將你殺死，然後天下就安定。」呂超聽後頓首稱不敢。接著呂纂與呂超及眾臣在內殿辦宴會，呂隆在會上頻頻向呂纂進酒，呂纂酒醉後還帶著呂超等在宮內巡遊。不過，呂超就乘著呂纂所乘手挽車在琨華堂東閤不能通過，親將竇川、駱騰放下佩劍推車的機會拿劍攻擊呂纂。呂纂下車試圖抓住呂超，但為呂超刺穿胸部，逃到宣德堂。呂超又殺了竇川和駱騰。杜尚接著命呂纂皇后楊氏召來討伐呂超的禁軍放下武器，將軍魏益多更殺了呂纂。政變發生後，隴西公呂緯打算討伐呂超，後雖聽信呂超弟呂邈勸言與其結盟，但呂超還是將其殺了。
隨後，呂超讓位給呂隆，呂隆雖不願也被逼接受，於是即天王位。呂超官拜使持節、侍中、都督中外諸軍事、輔國大將軍、司隸校尉、錄尚書事，封安定公。呂超又垂涎楊氏美貌，想納其為妾，惟楊氏不肯並自殺。
同年，後秦姚碩德攻涼，呂超等迎戰但大敗，呂隆只得嬰城固守。不久，魏益多煽動人心，打算殺呂隆兄弟，事情泄露後誅殺了三百多家人。其時群臣都求呂隆與後秦修和，呂隆最初不願，但在呂超勸說下還是請降。神鼎三年（403年），呂隆逼於南涼和北涼的攻擊，就派呂超帶著珍寶請後秦派軍迎接東遷，後涼於是滅亡。呂超在後秦獲授安定太守。后秦弘始十八年（416年），姚兴临终时，他的儿子南阳公姚愔计划杀死太子姚泓，事情失败。姚泓捕杀姚愔和参与姚愔密谋的吕隆，姚泓命令齐公姚恢杀掉安定太守吕超。姚恢犹豫很久，才把吕超杀了。